# Boumerdès
Boumerdès (in arabo: ولاية بومرد) è una città costiera dell'Algeria, capoluogo dell'omonima provincia.
Durante l'occupazione francese venne chiamata Rocher Noir ("roccia nera").

## Geografia fisica
Davanti alla costa si trova la piccola Isola Aguelli.

### Terremoto
Questa città è stata fortemente colpita da un terremoto il 21 maggio 2003 alle 20.44 ora locale. Il sisma è stato localizzato alle coordinate 36.9°, 3.6°, è durato circa 20 secondi ed ha causato circa 2300 vittime. È stato l'evento catastrofico più grande per la regione dopo il terremoto avvenuto nel febbraio 1716. Il terremoto ha danneggiato gravemente la città ed ha inoltre provocato uno tsunami, che ha a sua volta colpito le coste spagnole e le isole Baleari.
La scossa sismica che è stata misurata era di magnitudo 8,3 della scala Richter, con epicentro a Thenia, una città vicino a Boumerdès e distante circa 60 chilometri da Algeri.